# 臧武仲
臧武仲（？—？），姬姓，臧孫氏，名紇，一名臧紇，東周春秋時期魯國的政治人物。

## 生平
父親臧宣叔，他輔佐魯成公、魯襄公，德才兼備，對季孫氏專權表示不滿。
前550年，因与孟孙氏有仇，臧武仲被孟孝伯陷害，说他不让好好安葬已死的父亲孟庄子。季武子将臧武仲逐出魯國，先後逃往邾國和齊國。孟僖子對剛剛出仕的孔子期許很高，用臧武仲的話“圣人有明德者，若不当世，其后必有达人。”來評價孔子。

## 評價
- 孔子：「若臧武仲之知，公綽之不欲，卞莊子之勇，冉求之藝，文之以禮樂，亦可以為成人矣。」[1]